# بحيرة ويليانز

## بحيرة ويليانز (Lake Whillans)
بحيرة ويليانز هي بحيرة تحت جليدية تقع في غرب القارة القطبية الجنوبية (أنتاركتيكا) تحت مجرى جليدي يُعرف باسم مجرى جليد ويليانز (Whillans Ice Stream)، على الحافة الجنوبية الشرقية لرف الجليد روس (Ross Ice Shelf). تقع البحيرة على عمق يقارب 800 متر تحت سطح الجليد، وتُعد من البحيرات النادرة التي تم الوصول إليها وأخذ عينات من مياهها مباشرة.

## الموقع والخصائص الفيزيائية
تغطي بحيرة ويليانز مساحة تقارب 60 كيلومترًا مربعًا، وتبلغ أعماقها حوالي مترين. تتميز مياه البحيرة بدرجة حرارة تبلغ حوالي -0.49 درجة مئوية، وهي أقل من درجة التجمد التقليدية بسبب الضغط العالي الناجم عن طبقة الجليد السميكة التي تغطيها، مما يسمح للمياه بالبقاء في الحالة السائلة تحت هذه الظروف القاسية.

## الاكتشاف

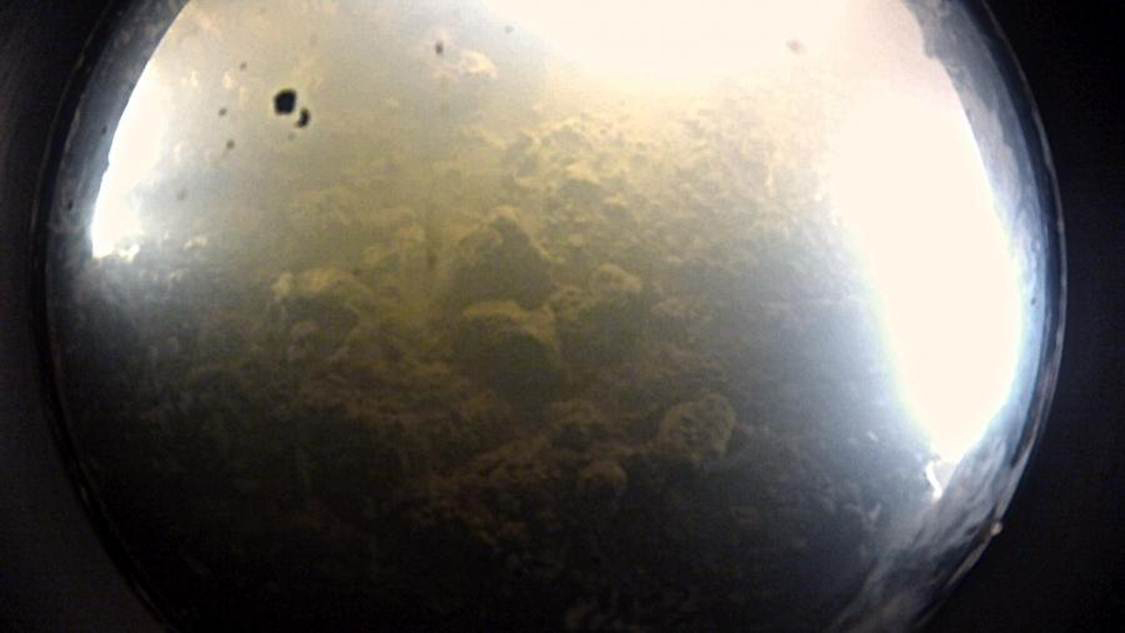
أول منظر لقاع بحيرة ويليانز تحت الجليد، التقطه نظام التصوير عالي الدقة المثبت على جهاز الاستكشاف الغواص الصغير. (حقوق الصورة: ناسا/جيت بروبulsion لابوراتوري – JPL/كالتيك)

تم التعرف على وجود بحيرة ويليانز في عام 2007 بواسطة فريق من معهد سكريبس لعلوم المحيطات (Scripps Institution of Oceanography)، باستخدام بيانات من الأقمار الصناعية التي أظهرت تغيرات في ارتفاع سطح الجليد، ما استدعى استنتاج وجود مياه سائلة تحتها. تم ذلك من خلال تحليل بيانات مشروع ICESat (Ice, Cloud, and land Elevation Satellite) التابع لناسا.

## عمليات الحفر وأخذ العينات
في يناير 2013، تمكن فريق مشروع "ويسارد" (WISSARD - Whillans Ice Stream Subglacial Access Research Drilling) من حفر ثقب بقطر 30 سنتيمترًا وعمق 800 متر في طبقة الجليد وصولاً إلى سطح البحيرة، مع تطبيق إجراءات صارمة لضمان عدم تلوث العينات. تم جمع عينات من مياه البحيرة ولب الجليد الجوفي، والتي جرى تحليلها لاحقًا لتقييم طبيعة الحياة وخصائص البيئة في هذه البحيرة المعزولة.

## النتائج العلمية والاكتشافات البيولوجية
أظهرت التحليلات وجود نظام بيئي ميكروبي متنوع يضم أكثر من 3900 نوعًا من الكائنات الدقيقة، من بينها بكتيريا تعتمد على أكسدة الأمونيا (ammonia oxidation) والميثان (methane oxidation) لتوفير الطاقة، دون الحاجة إلى التمثيل الضوئي (photosynthesis). تكشف هذه النتائج عن قدرة الحياة على الازدهار في بيئات معزولة تمامًا وشديدة البرودة، وهو ما يوفر نموذجًا لدراسة إمكانات الحياة في بيئات مشابهة على كواكب وأقمار أخرى.

## الأهمية العلمية
تشكل بحيرة ويليانز نموذجًا فريدًا لدراسة الأنظمة البيئية التي تعتمد على مصادر طاقة كيميائية بدلًا من الطاقة الضوئية. كما توفر فهمًا معمقًا لكيفية تكيّف الكائنات الحية مع الظروف البيئية القاسية والعزلة، وتساعد في استكشاف احتمالات وجود الحياة في البيئات الجليدية تحت سطحية على أجسام كوكبية أخرى مثل قمر أوروبا (Europa) التابع لكوكب المشتري وقمر  إنسيلادوس (Enceladus) التابع لكوكب زحل.

## وصلات خارجية
- بحث المشروع WISSARD - المؤسسة الوطنية للعلوم الأمريكية (NSF)
- ناسا – مشروع ICESat
- مقال Nature: اكتشاف النظام البيئي الميكروبي تحت بحيرة ويليانز
- القارة القطبية الجنوبية - كتاب حقائق العالم، وكالة المخابرات المركزية. (بالإنجليزية)
- الأمانة الإدارية المشرفة على المعاهدة القطبية الجنوبية (بالإنجليزية)
- الماسح البريطاني للقارة القطبية الجنوبية (بالإنجليزية)
- بوابة برنامج الولايات المتحدة الخاص بالقارة القطبية الجنوبية (بالإنجليزية)